# Oi dialogoi
Oi dialogoi (in greco: I dialoghi), sottotitolato I dialoghi di Bellavista, è una raccolta di piccoli dialoghi scritti da Luciano De Crescenzo e pubblicati da Arnoldo Mondadori nel 1985. Ispirati alla raccolta, De Crescenzo ha girato i film Il mistero di Bellavista e 32 dicembre.